# مونيك كوفمان
مونيك كوفمان (بالهولندية: Monique Kauffmann)‏ هي متزلجة هولندية، ولدت في 12 مارس 1963 في لاهاي في هولندا.

## وصلات خارجية
- مونيك كوفمان على موقع أرشيف الدراجات (الإنجليزية)
- مونيك كوفمان على موقع SpeedSkatingStats.com (الإنجليزية)